# ستيفن ك. جونسون
ستيفن ك. جونسون (بالإنجليزية: Stephen C. Johnson)‏ هو سياسي أمريكي، ولد في نوفمبر 1826. حزبياً، نشط في الحزب الديمقراطي. وقد انتخب عضو مجلس ولاية نيويورك.